# Ретюнин, Пимен Андрианович
Ретюнин, Пимен Андрианович (2 сентября 1911, Саратов −1969) — директор института «Татнефтепроект»  с 1957—1965 гг., заслуженный работник нефтяной промышленности, награжден медалями «За доблестный труд в Великой Отечественной войне 1941—1945 гг.» и «За победу над Германией».
Родился 2 сентября 1911 г. в г. Саратов, в 1941 г. окончил Саратовский автодорожный институт;

## Трудовая деятельность
1931—1935 — техник-топограф (Алтайгидроэлектрострой, г. Усть-Каменогорск)
1941—1943 — прораб Главного управления аэродромного строительства (г. Саратов)
1943—1944 — старший прораб ГУАС НКВД СССР, объект № 1726 (ст. Сеща, Орловская обл.)
1944—1947 — старший прораб, инженер ПТО 3-й район 6-го СУ ГУАС НКВД СССР (г. Минск)
1947—1949 — главный инженер СМК «Саргеологотреста» (г. Саратов), 1949—1952 — главный инженер, исполняющий обязанности начальника СМУ объединения «Саратовнефть»
1952—1956 — начальник ПТО, управляющий трестом «Татнефтепромстрой»
1956—1957 — главный инженер, заместитель директора института «Гипротатнефть»
1957—1965 — директор института «Татнефтепроект»(. Внес значительный вклад в организацию проектирования объектов нефтедобывающей промышленности Татарской АССР, за время его работы институт вырос по численности в два раза, пополнился квалифицированными кадрами, построено здание института площадью 2000 кв. метров, в комплексных проектах на обустройство нефтяных площадей Ташлиярской, Чишминской, Березовской и других было достигнуто снижение удельных капитальных вложений на 16-22 % против фактических затрат по построенным объектам, заложенные в проекты прогрессивные схемы сбора и транспорта нефти позволили сохранить наиболее ценные легкие фракции.
1965—1969 — начальник Управления проектов и смет Миннефтепрома СССР.

## Награды
- медаль «За доблестный труд в Великой Отечественной войне 1941—1945 гг.»
- Медаль "За победу над Германией в Великой Отечественной войне 1941—1945 гг.\